# 赫雷尼亞維山
47°56′8.6″N 24°43′59.6″E / 47.935722°N 24.733222°E

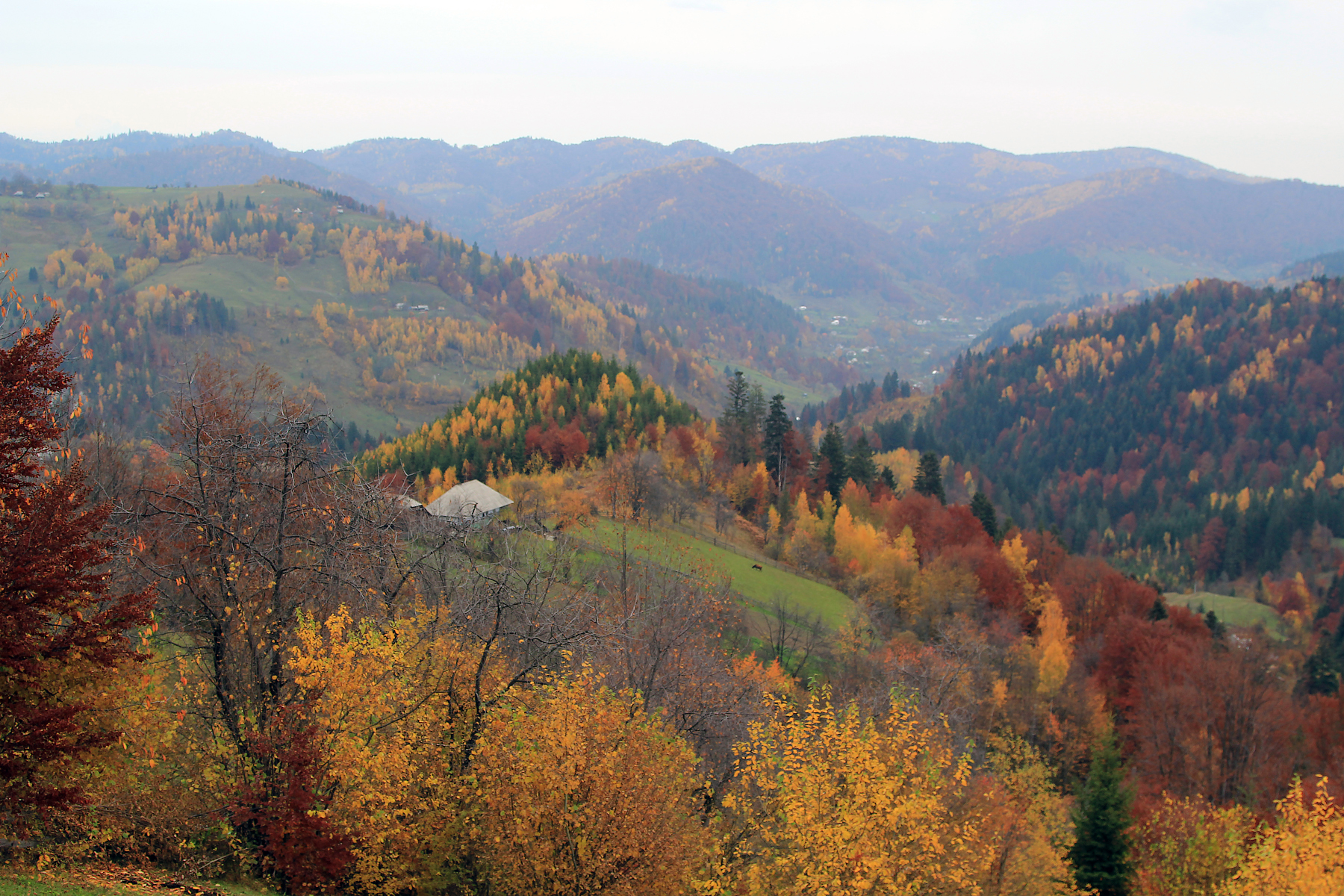

赫雷尼亞維山（羅馬化：Hryniavy）是烏克蘭的山峰，位於該國西部伊萬諾-弗蘭科夫斯克州，處於韋爾霍維納區，屬於烏克蘭喀爾巴阡山脈的一部分，海拔高度1,605米。